# Adrien Gaudin de Villaine
Adrien-Paul-Marie-Sylvain Gaudin de Villaine est un militaire et homme politique français né le 12 décembre 1852 à Moulines (Manche) et décédé le 28 mai 1930 à Cannes (Alpes-Maritimes)

## Biographie
Fils du général Adrien Gabriel Gaudin de Villaine (1800-1876) et d'Alexandrine Henriette Catherine von Nicolay (1814-1886), fille du baron Pavel Nicolay (fils de Ludwig Heinrich von Nicolay, secrétaire particulier de l'empereur Paul Ier de Russie) et de Alexandrine de Broglie, Adrien Gaudin de Villaine se présente à l'école de Saint-Cyr en 1870. L'invasion s'opposant à la réunion de l'école, il s'engage au 5e bataillon de chasseurs à pied et prend part aux opérations de l'Armée de la Loire. Promu sous-lieutenant le 2 décembre 1870, il est nommé lieutenant quelques semaines plus tard et attaché à l'état-major du général Bruat. La paix faite, il se retrouve à Paris lors du 18 mars 1871 avec le général Chanzy. Il est arrêté par la garde nationale de la Commune et enfermé au secret à la prison de la Santé. Peu de temps après, il est remis en liberté.
Démissionnaire comme officier en 1875, il vient habiter l'arrondissement de Mortain et devient conseiller municipal en 1877 à Saint-Jean-du-Corail. Maire en 1881, il est nommé conseiller général du canton de Mortain le 12 août 1883.
Le 4 octobre 1885, il est élu député. Lors de la discussion sur la loi militaire, il défend le service militaire de trois ans.
Il est élu sénateur de la Manche le 7 janvier 1906, puis réélu le 11 janvier 1920 et le 6 janvier 1924. Son décès met fin à son mandat le 28 mai 1930. Son successeur au Sénat est Maurice Cabart-Danneville.
Pendant plusieurs décennies, il domine la vie politique de la Manche. Son « coup de maître » se situe en 1919 : il est le grand responsable de la mise au point de la liste d'Union nationale dont il choisit les membres pratiquement à sa guise, écartant celui-ci, appelant celui-là. Il réussit même à faire rentrer dans la liste deux ex-monarchistes (qui lui sont tous dévoués) aux côtés de quatre véritables républicains. Comme l'ensemble de la liste est élue triomphalement, et le sera encore en 1924, il remporte-là un beau succès personnel.
Aux élections sénatoriales qui suivent, il réédite le même exploit. « L'autorité de M. Gaudin de Villaine est alors à son apogée. Dès lors, il est le “chef politique” incontesté du département. Qui n'a pas reçu son investiture n'a guère de chance d'être élu ».
Il fut l'un des sénateurs les plus actifs pour demander le remboursement des emprunts russes, effectuant plusieurs interventions à ce sujet au Sénat.
Adversaire du régime républicain, il est aussi un antisémite notoire, accusant les juifs, « les milliers d’indésirables venus d’Orient », notamment lors des résurgences épidémiques de la peste en 1920. « Ce sont en général les juifs d’Orient qui nous apportent toutes sortes de maladies, notamment la lèpre, et surtout le mal numéro 9 - la peste - (…) Qu’attend-on pour prendre des mesures ? (…) Il faut, comme nous l’avons dit, interdire les chambrées où vingt Israélites se communiquent leurs poux et leurs tares. Il faut établir un solide barrage aux frontières. Ce n’est tout de même pas à nous à faire preuve d’une charité criminelle… pour les Français. » déclare-t-il le 2 décembre 1920 devant le Sénat. Ces diatribes antisémites se retrouvent aussi dans certains de ces discours demandant le remboursement des emprunts russes.

## Détail des mandats et fonctions

### Mandats parlementaires
- Sénateur de la Manche du 7 janvier 1906 au 28 mai 1930.
- Député de la Manche du 4 octobre 1885 au 14 octobre 1889.

### Mandats locaux
- Conseiller général du canton de Mortain du 12 aout 1883 au 28 mai 1930.
- Maire de Saint-Jean-du-Corail de 1881 à 1889.
- Conseiller municipal de Saint-Jean-du-Corail de 1877 à 1881.

## Distinctions
- Chevalier de la Légion d'honneur (12 janvier 1898)[5]
- Médaille commémorative de la guerre 1870–1871

## Œuvres
- L'Espionnage allemand en France, 1916.
- Choses de Russie, 1918.
- Le Fou du roi, 1918.

## Sources
- « Adrien Gaudin de Villaine », dans le Dictionnaire des parlementaires français (1889-1940), sous la direction de Jean Jolly, PUF, 1960 [détail de l’édition]